# Elisabeth Winterhalter
Elisabeth Hermine Winterhalter (née le 17 décembre 1856 à Munich et morte le 13 février 1952 à Hofheim am Taunus) est une gynécologue, chirurgienne, militante féministe et mécène allemande. 
Elle est l'une des premières femmes médecins et la première femme chirurgienne d'Allemagne. Elle a partagé une grande partie de sa vie avec la peintre Ottilie Roederstein.

## Biographie

### Formation
Elisabeth Hermine Winterhalter est la treizième et dernière enfant de Georg et Elisabeth Winterhalter, née Von Garr. Son père meurt alors qu'elle n'a que onze ans. Il était médecin, tout comme son grand-père et son arrière-grand-père. Dès son plus jeune âge, Elisabeth Winterhalter éprouve le désir d'être elle aussi médecin mais elle n'est pas soutenue par sa famille. Après un certain temps dans un pensionnat de l'abbaye de Beuerberg, elle est envoyée dans une école de formation pour enseignants et devient enseignante assistante à Schwabing.
En 1884, sa mère cède et accepte de soutenir ses études de médecine. À cette époque, les femmes ne sont pas autorisées à fréquenter les universités de l'Empire allemand, Elisabeth Winterhalter postule donc à l'Université de Zurich et à l'Université de Berne en Suisse. Elle obtient la maturité suisse en 1885 et est admise à Zurich. 
Grâce à ses connaissances de l'Université, elle rencontre la peintre Ottilie Roederstein. Elles vivent en couple à partir de 1887.
Elisabeth Winterhalter passe son Physikum (de) (examen intermédiaire des études médicales en Allemagne) en 1886 et son Staatsexamen (de) (examen final) en 1889, en Suisse. Elle réalise des stages dans des cliniques chirurgicales à Paris et Munich. En 1890, elle obtient son doctorat et commence à exercer à Zurich.

### Carrière médicale

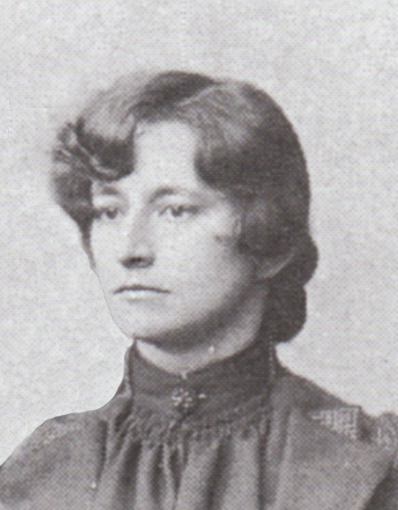
Elisabeth Winterhalter en 1886.

En 1891, Elisabeth Winterhalter et Ottilie Roederstein déménagent à Francfort-sur-le-Main. La peintre y a des opportunités artistiques et Elisabeth Hermine Winterhalter a également la possibilité d'ouvrir la première polyclinique gynécologique au sein d'une organisation semblable à la Croix-Rouge. Bien qu'elle n'ait pas une licence médicale allemande, elle obtient une renommée en gynécologie et obstétrique. 
En 1895, elle devient la première femme chirurgienne en Allemagne à pratiquer une laparotomie. Avec le docteur Ludwig Edinger, sous l'égide du professeur Carl Weigert, elle mène des recherches qui conduisent à la découverte des ganglions de l'ovaire et publie un article majeur sur le sujet en 1896.
En 1902, les femmes allemandes ont accès aux études de médecine. Par conséquent, à l'âge de quarante-sept ans, elle repasse les examens, et obtient le droit de pratiquer la médecine en Allemagne.
En 1907, Elisabeth Winterhalter et sa compagne achètent un terrain près de Hofheim am Taunus, elles y construisent une maison. Elisabeth continue d'exercer la médecine jusqu'en 1911, date à laquelle elle est obligée d'arrêter sa carrière pour des raisons de santé. 
Dès lors, elle se consacre au soutien de la pratique artistique de sa partenaire. Elle cofonde une bibliothèque municipale et s'implique dans plusieurs causes caritatives. 

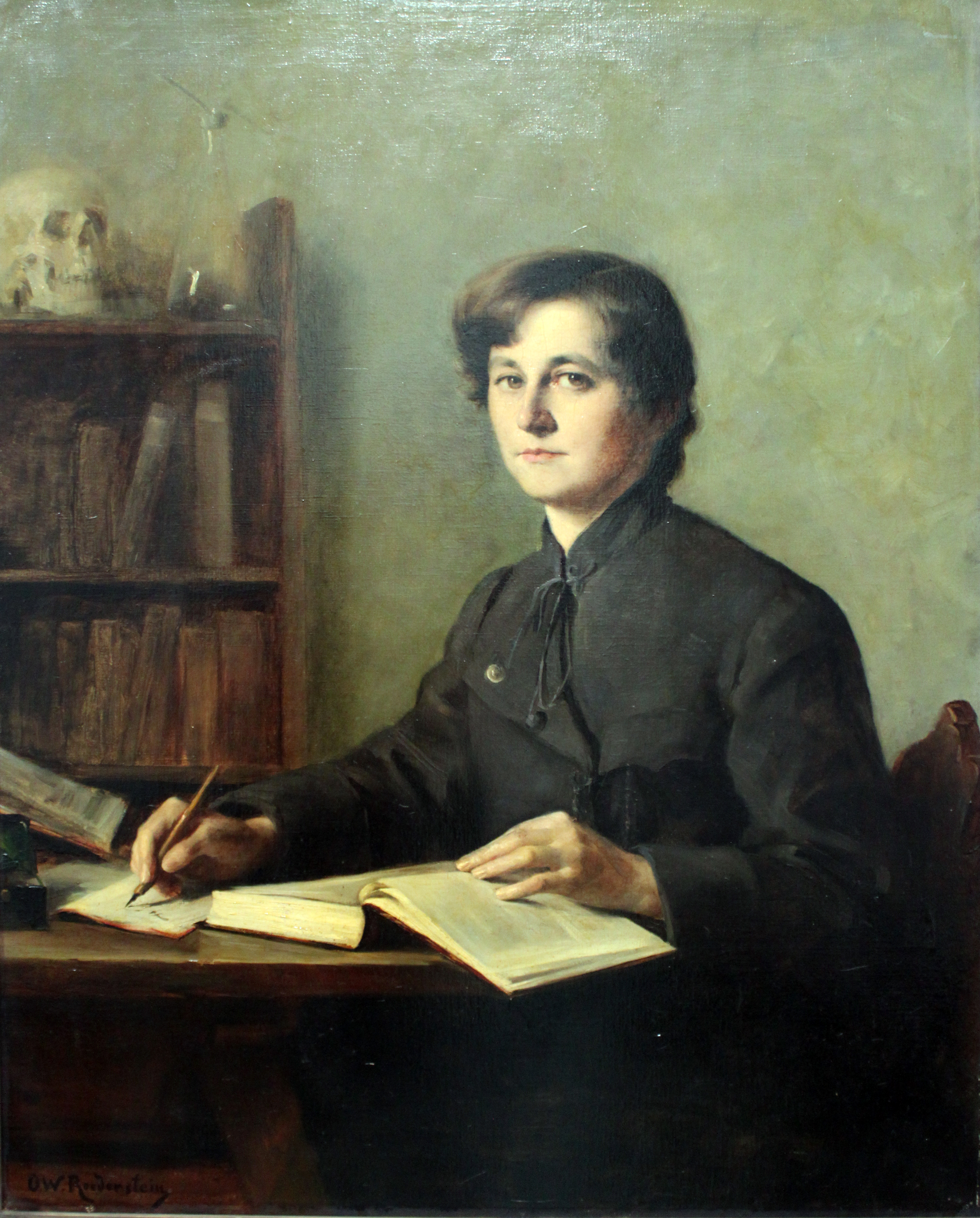
Otilie Roederstein, Elisabeth Winterhalter, 1887.

### Fin de vie
Durant la montée du nazisme, elles se retirent de toute vie publique. Ottilie Roederstein meurt en 1937 et Elisabeth Winterhalter crée une fondation commune, le Roederstein-Winterhalter-Stiftung.
À l'occasion de son 95e anniversaire, en 1951, elle est honorée par le président Theodor Heuss pour son rôle de pionnière dans l'ouverture de la profession médicale aux femmes. Elle décède deux mois plus tard et est enterrée avec Ottilie Roederstein dans un Ehrengrab.

## Engagement
Elisabeth Winterhalter est décrite comme une défenseuse des droits des femmes, notamment du droit de vote.

## Reconnaissance
Pour ses activités de mécène, Elisabeth Winterhalter obtient la citoyenneté d'honneur à Hofheim.
Une rue du quartier Niederursel de Francfort porte son nom.